# C’t-Bot
c’t-Bot ist ein fahrbarer kleiner Roboter, dessen Mikrocontroller programmierbar ist. Er wurde als Projekt der Computer-Fachzeitschrift c’t entwickelt und 2006 vorgestellt.

## Technische Beschreibung
Der c’t-Bot ist ein Robotik-Bausatz. Die Grundversion basiert auf einer runden Basisplatte mit 12 cm Durchmesser, hat zwei Räder und ist mit einer Vielzahl von Sensoren bestückt. Die Steuerung erfolgt über einen Atmel AVR Mikrocontroller, der in der Hochsprache C programmiert wird.
Der Aufbau und die Programmierung des c’t-Bots werden in mehreren c’t-Artikeln beschrieben, die auch auf der Projektseite des c’t-Bots erhältlich sind. Alle Bauteile des c’t-Bots sind THT. Auf SMD-Bauteile wird somit vollständig verzichtet. Durch die enge Bestückung und die hohe Bauteilanzahl (> 50) erfordert der Bausatz dennoch Löt- und Elektronik-Erfahrung.
Die Universität Duisburg-Essen hat in einem Projekt die Plattformumgebung des c’t-Bot auf Java, mit Hilfe der Java Virtual Machine (JVM) NanoVM, die auf einem ATmega lauffähig ist, umgestellt.

### Aktoren
- zwei Elektromotoren (als Antrieb)
- Servomotor (für Klappe, optional)

### Anzeigen
- acht LEDs
- LCD (optional)

### Sensoren
- Distanzsensoren zur Kollisionsvermeidung
- Liniensensor
- Lichtsensor
- Radencoder
- Abgrundsensor
- Lichtschranke
- Klappensensor
- Maussensor zur Drehungs- und Wegmessung

### Erweiterung
- USB-Anschluss zur Diagnose
- WLAN
- MMC/SD-Karten-Anschluss
- Fernbedienung

## c’t-Sim

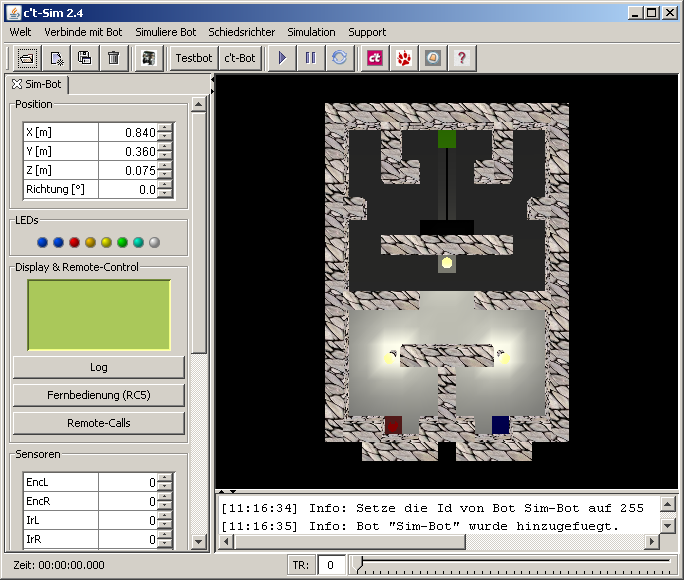
c’t-Sim

Der c’t-Sim ist das virtuelle Gegenstück zum c’t-Bot, ein in Java programmierter, quelloffener Simulator. In ihm kann man virtuelle Bots kreieren, eigene Welten für sie erstellen und sie genau wie reale Bots programmieren. Der Vorteil hierbei liegt darin, dass die simulierten Roboter nicht mit physischen Schwierigkeiten und ungenauen Messwerten zu kämpfen haben, sodass eigene Algorithmen in Ruhe getestet und verbessert werden können.
Selbst ein ganzer, von der c’t initiierter Wettbewerb wurde mittels des c’t-Sims ausgetragen, wobei es darum ging, im Wettstreit mit einem zweiten Bot möglichst schnell einen Weg durch ein zufällig generiertes Labyrinth zu finden und dabei nicht in eines der zahlreichen Löcher auf dem Spielfeld zu fallen. Die besten drei Programmierer wurden mit speziell lackierten (realen) c’t-Bots ausgezeichnet.

## Übernahme des Projekts durch die Community
Obwohl der c’t-Bot aufgrund seines offenen Codes von Beginn an darauf ausgelegt war, die Community softwareseitig mit einzubeziehen, wurde die Weiterentwicklung anfangs stark durch eine entsprechende Artikelserie der c’t gelenkt. Anfang 2017 wurde bekannt, dass das SVN-Repository mit dem Sourcecode und der zugehörigen Dokumentation des Projekts, unter technischen Problemen litt.
Als Reaktion darauf wurde aus der Community heraus eine Anfrage an die c’t-Redaktion gerichtet, ob das Projekt in die Hände der Community übergeben werden kann. Die Redaktion kam diesem Wunsch im Oktober 2017 nach und erlaubte die Weiterverwendung aller c’t-Bot-Projektinhalte, an denen der heise-Verlag die alleinigen Rechte hält, unter einer Freien Lizenz. Der Umzug der ursprünglichen Projekt-Adresse ct-bot.de auf eine von der Community gepflegte Seite erfolgte im März 2019.
Mit der Übergabe des Projekts soll langfristig auch die Weiterentwicklung der Hardware des c’t-Bot als Open-Source-Hardware ermöglicht werden.